# Катовице
Катови́це (пол. и сил. Katowice [katɔˈvit͡sɛ], нем. Kattowitz — Ка́ттовиц; в 1953—1956 Сталино́груд, пол. Stalinogród) — город на юге Польши в Верхней Силезии, столица Силезского воеводства. Основан в XVI веке, получил статус города в 1865 году, по решению короля Пруссии Вильгельма I. По данным на 2004 год, население Катовице составляет 321 163 человека, а всего в агломерации живёт 3 487 000 человек.
Катовице — центр науки, культуры, промышленности, бизнеса, торговли и транспорта в Верхней Силезии и южной части Польши, а также главный город в Верхнесилезском промышленном регионе. Катовице находится в пределах городской зоны с населением в 2 774 460 человек по данным Евростата, а также частью более широкой силезской столичной области с населением 5 294 000 человек в соответствии с Европейской сетью наблюдения за пространственным планированием (ESPON).

## История
В районе Катовице, в Верхней Силезии, обитают этнические силезцы с самой ранней задокументированной историей. Первоначально он управлялся польской силезской династией Пястов до её пресечения в 1370 году со смертью короля Казимира III,. Поселение района, окружающего Катовице, относится к концу XII века. С 1138 года кастолины Бытома охватывали территории, где сейчас находится Катовице. В 1177 году земли были юридически переданы герцогом Казимиром II Праведником его племяннику Мешко I Тангелфуту. Это оправдывало их включение в средневековые силезские провинции. На рубеже XIV века были созданы новые деревни под названиями Богусице, Лигота, Шопенице и Подлеси, а также деревня Домб, упомянутая в 1299 году в документе, выпущенном герцогом Казимиром из Бытома.
С 1327 года регион находился в составе Королевства Богемии. В исторических документах, датированных 1468 годом, была ссылка на поселение Подлеси, которое в настоящее время является одним из городских районов, тогда как деревня Катовице (или «Катовице» в старых записях) впервые упоминается в 1598 году. Историки полагают, что Катовице был основан на правом берегу реки Равы Анджеем из Богуциц примерно в 1580 году.
В 1742 году Первая силезская война перевела Верхнюю Силезию, включая Катовице, в Пруссию. Впоследствии со второй половины XVIII века многие немецкие или прусские ремесленники, торговцы и художники начали селиться в регионе, который в последние сотни лет населялся поляками. Одновременно Силезия испытала приток первых еврейских поселенцев. В первой половине XIX века интенсивная индустриализация превратила местные мельницы и фермы в промышленные сталелитейные заводы, шахты, литейные и ремесленные мастерские. Это также способствовало созданию компаний и быстрому росту города. В то же время Катовице соединилось с железнодорожной системой первым поездом, прибывшим на главный вокзал в 1847 году.
Катовице получил статус города в 1865 году в прусской провинции Силезия. Город процветал из-за больших минеральных (особенно угольных) месторождений в близлежащих горах. Обширный рост городов и благосостояние зависели от угольной и сталелитейной промышленности, которая началась во время промышленной революции. В городе проживали в основном немцы, силезцы, евреи и поляки. В 1884 году здесь встретились 36 еврейских делегатов, образовавших движение Ховевей Цион (евр. «любящие Сион», палестинофилы). Раньше часть района Бехтен, в 1873 году, стала столицей нового района Катовиц. 1 апреля 1899 года город был отделён от района, став независимым городом.
В соответствии с Версальским договором после Первой мировой войны плебисцит Верхней Силезии был организован Лигой Наций. Население проголосовало (22 774 человека), чтобы остаться в составе Германии, однако 3900 человек проголосовало за Польшу. Несмотря на большинство голосов, город был прикреплён к Польше. После Силезского восстания 1919—1921 годов Катовице стал частью второй польской республики с некоторой автономией для силезского парламента в качестве избирательного округа и Совета силезского воеводства в качестве исполнительного органа).
На ранних этапах Второй мировой войны от Катовиц по сути отказались, поскольку польская армия была сосредоточена вокруг Кракова. После короткой обороны частями местного ополчения, город пал перед немецкой армией. Порядка восьмидесяти защитников города, взятых в плен наступающими, были в тот же день казнены.
Под нацистской оккупацией были разрушены многие исторические и культовые памятники города, в первую очередь Великая Катовицкая синагога, которая была сожжена до основания 4 сентября 1939 года. За этим последовало изменение названий улиц и введение строгих правил. Кроме того, использование польского языка в общественных беседах было запрещено. Немецкая администрация также печально известна организацией публичных казней гражданских лиц, а к середине 1941 года бо́льшая часть польского и еврейского населения была изгнана.
В период немецкой оккупации на заводе «Ферум» в городе Катовице для вермахта производились реактивные снаряды. В городе действовала подпольная группа польских коммунистов (одним из участников которой был советский пограничник ст. лейтенант С. В. Козленков).
В январе 1945 года Катовице были освобождены Красной Армией от немецкой оккупации.
Послевоенный период Катовиц характеризовался временем развития тяжёлой промышленности в Верхнесилезском регионе, что помогло городу восстановить свой статус промышленно развитого польского города и крупного административного центра. Поскольку город развивался быстро, 1950-е годы ознаменовали значительное увеличение численности населения и приток мигрантов из Восточных приграничных районов, так называемого Креси. Городская область начала быстро расширяться за счёт включения соседних коммун и уездов.
C 7 марта 1953 года по 10 декабря 1956 года Катовице называли Сталиногрудом в честь лидера Советского Союза Иосифа Сталина. Это изменение было внесено постановлением Государственного совета. В 1956 году возвращено прежнее название после многочисленных протестов.
При введении военного положения в декабре 1981 в Катовице произошли крупные выступления профсоюза Солидарность — забастовки на шахте «Вуек» и на металлургическом комбинате Хута Катовице, подавленные военной силой.
В 1990 году прошедшие первые демократические местные выборы ознаменовали новый период в истории города. Экономика Катовице превратилась из центра тяжёлой промышленности в «одну из самых привлекательных инвестиционных площадок для отраслей современной экономики в Центральной Европе». В последнее время эффективная инфраструктура города, быстрый прогресс в общем развитии и увеличение офисных площадей сделали Катовице популярным местом ведения бизнеса. Катовицкий выставочный центр (Katowickie Centrum Wystawiennicze) организует ярмарки или выставки и привлекает инвесторов со всего мира. Катовице — центральный город Верхнесилезского промышленного района и главный город Верхнесилезской Конурбации.
В 1999 году Катовице стало центром Силезского воеводства, в 1975—1998 годах было центром Катовицкого воеводства.
Катовице — центр угольной и металлургической промышленности.

## Климат
Климат умеренно континентальный. Средняя температура составляет +8,2 °C (-1,5 °C в январе и до +18 °C в июле). Среднегодовое количество осадков составляет 608,5 мм. Характерные западные слабые ветры дуют со скоростью примерно 2 м/сек.

## Транспорт
Катовице — один из крупнейших транспортных узлов Польши.
- На расстоянии 30 км от города находится Международный аэропорт Катовице.
- В городе расположен железнодорожный вокзал Катовице, обслуживающий более 12 миллионов человек ежегодно. Кроме этого, существует 14 других железнодорожных станций и платформ, в частности, важные станции Катовице-Заводзе и Катовице-Лигота.
- В городе 10 трамвайных линий, входящих в систему «Силезские Трамваи», которая охватывает 13 городов Силезского воеводства. На территории города функционирует более, чем 100 трасс автобусов городской и междугородней коммуникации.

## География
Катовице расположен на Катовицкой возвышенности (нагорье), части Силезских гор, в восточной части Верхней Силезии, на юге Польши, примерно в 50 км к северу от силезских Бескидов (часть Карпатских гор) и примерно в 100 км к юго-востоку от Судетских гор, в центральной части Верхнесилезского угольного бассейна. Город лежит на водоразделе бассейнов Вислы и Одера, по его территории протекает несколько рек, главными из которых являются Рава (приток Брыницы) и Клодница (приток Одера), а также несколько более мелких водотоков.
Катовице — городское сообщество в Силезском воеводстве на юго-западе Польши. Это центральный район Метрополиса — мегаполис с населением в два миллиона человек. Он граничит с городами Хожув, Семяновице Силезское, Сосновец, Мысловице, Лёдзины, Тыхы, Миколув, Руда Сленска и Челядзь.
В пределах 600 км от Катовице находятся столицы шести стран: Берлин, Вена, Прага, Братислава, Будапешт и Варшава.

## Демография
В настоящее время в городе Катовице проживают в основном поляки и этнические силезцы, а также несколько меньшинств немцев, чехов и моравов. Это также делает регион религиозно и культурно разнообразным. На протяжении многих лет это разнообразие сильно отражалось на местной архитектуре, такой, как многоквартирный жилой дом и государственные здания. Недавняя польская перепись показала, что силезцы являются крупнейшим этническим меньшинством в Польше, а немцы занимают второе место в списке. Оба эти меньшинства в основном живут в Силезском регионе. Поэтому это самая многокультурная провинция Польши.
До Второй мировой войны Катовице в основном населяли поляки и немцы. Силезская демографическая перепись 1905 года показала, что немцы составляют почти 75 % от общей численности населения. После поражения Германии в 1945 году немецкое большинство было вынуждено бежать.

## Архитектура
Катовице не строился как средневековый город. Центр города начал формироваться в середине XIX века, когда он был частью Королевства Пруссии и имел этническое немецкое большинство. Здания того времени оформлены в эклектичном стиле (в основном ренессансом с элементами барокко). К концу девятнадцатого века центр назывался «маленьким Парижем» из-за наличия многоквартирных домов в парижском стиле. Примеры модернизма, особенно Интернационального стиля и вдохновлённой архитектурой Баухауза, все ещё сосуществуют с современными офисными зданиями в центральной части Катовице. В 1950-х — 1980-х годах во внутренних пригородах было построено много социалистических многоквартирных домов. Известные примеры этого периода включают многоцелевой комплекс арены под названием Сподек и части района Козютки.
Катовице — один из немногих городов Польши, где присутствуют почти все архитектурные стили. Например, рыночная площадь в Катовице (польский: Rynek Katowicki) окружена огромным большинством зданий и сооружений, представляющих такие стили, как неоклассицизм, модернизм, социалистический реализм. В некоторых квартирах есть неоготические элементы, которые являются выдающимся примером такого типа в Центральной и Восточной Европе. Очертания улиц, особенно в старых внутренних районах, очень напоминают те, что были в Париже. Репрезентативные бульвары и променады были созданы, несмотря на сильный промышленный характер города. Они, однако, в основном украшали центр города, а не внешний пригород рабочего класса.
Многие старые здания были снесены в 1950-х годах, чтобы освободить место для современных блоков.

## Экономика
Катовице — исторически крупный угледобывающий и металлургический центр.
Первая каменноугольная шахта, «Мурцки», была основана в городе в 1740 году. По мере роста потребности Королевства Пруссия в угле, основывались новые шахты: «Beata» (1801), «Ferdinand» (1823), «Kleofas» (1845). Во времена Второй Республики, а также после Второй Мировой Войны, закладка шахт продолжалась: «Катовице», «Вуек» (построенная на основе шахты «Beata» и вошедшая в историю подавлением на ней антикоммунистических выступлений в 1981 году), «Эминенц», «Вечзорек», «Мысловице-Весола», «Сташиц», обновленная «Мурцки». После падения коммунистического правительства, угольные шахты города были объединены в составе государственного холдинга Katowicki Holding Węglowy, а в 2017 году были куплены коммерческой Polska Grupa Górnicza, крупнейшей угледобывающей компанией Европейского Союза. В настоящее время в результате многочисленных слияний и поглощений, лишь шахта «Мурцки-Сташиц» продолжает работу.
К 1863 году, в городе была дюжина предприятий цинковой промышленности, из которых «Wilhelmina» (основанная в 1834 году) была крупнейшим. В начале XX века это предприятие, впоследствии переименованное в «Huta Metali Niezależnych Szopienice», было расширено, став самым крупным заводом цветной металлургии в Силезии и крупнейшим в мире производителем кадмия.
Чёрная металлургия в Катовице представлена сталелитейным Huta Baildon (ликвидирован в 2016) и Huta Ferrum, производителем стальных труб большого диаметра.
В целом, городу удалось перейти от традиционной тяжелой промышленности к экономике знаний: в 1989 году 36 % (112 тысяч) рабочих мест в городе были связаны с промышленностью; к 2018, в промышленности были заняты 34 тысячи жителей города, что составляет 20,4 % процента трудоспособного населения, меньше общепольского среднего.
Катовице — крупный торгово-выставочный центр. Каждый год на Катовицкой международной ярмарке и в Сподеке проводятся десятки международных торговых ярмарок. Катовице имеет второй по величине бизнес-центр в Польше (после Варшавского бизнес-центра). Небоскребы стоят вдоль улиц Хоржовска, Корфантего и Родженского. Самые новые офисные здания — Хорзовская 50, небоскрёб Алтус и башни Силезии.
Катовице является резидентом Особой экономической зоны Катовице (Катовицкая специальная стрела-экония).
Уровень безработицы является одним из самых низких в Польше — 2 % (2008 год). Город по-прежнему характеризуется силой рабочего класса и привлекает многих людей из соседних городов и стран.

## Образование
Катовице — крупный научный центр. В городе находится более 20 вузов с общим числом студентов свыше 100000, среди них:
- Силезский университет в Катовице
- Экономический университет в Катовице
- Силезский медицинский университет[англ.]
- Силезский технологический университет[англ.]
- Университет социальной психологии и гуманитарных наук
- Музыкальная академия имени Кароля Шимановского

Также имеются:
- около 80 старших школ
- 35 гимназий
- 55 начальных школ
- около 50 библиотек, в том числе Силезская библиотека[пол.]

## События и достопримечательности
- 28 мая — ежегодный праздник Кашанки (пол. Święto Krupnioka).
- Одна из достопримечательностей города — большой спортивный комплекс «Сподек».
- 14 мая 2014 года — демонтирован памятник Советским солдатам, погибшим во время Второй мировой войны[24].
- Ежегодно в Катовице проводится чемпионат мира IEM Katowice по киберспортивным дисциплинам: Dota 2, Counter-Strike 2, Hearthstone, Heroes of the Storm, StarCraft II, Overwatch и League of Legends.

## Города-побратимы
- Германия: Кёльн
- Чехия: Острава
- США: Мобил (Алабама)
- Франция: Сент-Этьен
- Дания: Оденсе
- Венгрия: Мишкольц
- Нидерланды: Гронинген
- Ирландия: Южный Дублин
- Китай: Шэньян
- Украина: Донецк

## Фотографии
- Памятник силезским повстанцам
- Улица Хожувска
- Сподек
- Силезский театр
- Катовице (станция)